# Marcin Czarnocki
Marcin Czarnocki herbu Lis – sędzia grodzki drohicki w 1785 roku, podstoli drohicki w latach 1778–1783, miecznik mielnicki w latach 1781–1790, wojski mniejszy mielnicki w latach 1777–1781, konsyliarz ziemi drohickiej w konfederacji targowickiej.